# Pacto de sangre (telenovela)
Pacto de sangre es una telenovela chilena creada y producida por AGTV para Canal 13 en 2018, reemplazando a Soltera otra vez 3  y siendo sucedida por Río Oscuro en horario nocturno. Es protagonizada por Álvaro Espinoza, Ignacia Baeza, Pablo Macaya, Néstor Cantillana y Pablo Cerda.

## Argumento
Un grupo de amigos, formado por los inseparables Raimundo (Pablo Cerda), Marco (Néstor Cantillana), Benjamín (Álvaro Espinoza) y Gabriel (Pablo Macaya) se alistan para realizar un viaje a Zapallar, puesto que Raimundo volverá a contraer matrimonio con la joven periodista Ágata Fernández (Josefina Montané) y planean hacer allá su despedida de soltero. Para este fin contratan a Daniela (Antonia Bosman), una joven estríper.
Todo transcurre con normalidad hasta que la celebración se sale de control cuando Daniela muere en extrañas circunstancias en una piscina. Sin saber qué hacer, deciden esconder el cuerpo y regresan a Santiago para seguir con sus vidas como si nada hubiese pasado. La situación se complica cuando descubren que la fallecida era menor de edad y su mamá, Carmen (Tamara Acosta), emprende una desesperada búsqueda junto con la policía de investigaciones, comandada por el Comisario Feliciano Fernández (Álvaro Gómez). Por ello, Benjamín, junto a su mujer Trinidad (Ignacia Baeza), descuartizan el cadáver de Daniela y la hacen desaparecer, dejando atrás toda evidencia que pueda inculparlos.

## Reparto
- Álvaro Espinoza como Benjamín Vial, «El señor Rojo».[4]
- Ignacia Baeza como Trinidad Errázuriz.[5]
- Pablo Macaya como Gabriel Opazo.
- Tamara Acosta como Carmen Núñez.[6]
- Néstor Cantillana como Marco Toselli Raglianti.[7]
- Loreto Aravena como Josefa Urrutia.[8]
- Pablo Cerda como Raimundo Costa.[9]
- Blanca Lewin como Maite Altamirano.[10]
- Álvaro Gómez como Feliciano Fernández.[11]
- Josefina Montané como Ágata Fernández.[12]
- Cristián Campos como Hernán Errázuriz.
- Patricia Guzmán como Helvia Díaz.
- Hernán Contreras como Alonso Errázuriz.
- Antonia Bosman como Daniela Solís Núñez, «Vanessa».[13]
- Antonia Giesen como Karina Leiva, «Antonella».
- Rodrigo Walker como Ignacio Vial.
- Antonia Aldea como Dominga Costa.
- Willy Semler como Manuel Tapia.

- Silvia Novak como Teresa Donoso.
- Javiera Hernández como Isabel Bustos.[14]
- Andrés Arriola como Andrés Rozas.
- Julieta Sanhueza como Clara Vial.

### Recurrentes
- Sandra O'Ryan como Paula Correa.
- Felipe Ríos como Roberto Galaz.[15]
- Tamara Tello como Inés Barcha.[16]
- Ignacia Uribe como Paloma Rivera.

## Producción
La telenovela tuvo su historia dividida en tres actos. El primer acto duró entre los episodios 1 al 43 y se denominó «Los amigos son la familia que elegiste». El segundo acto, «La más bella astucia del diablo es convencernos de que no existe», se estrenó el 6 de diciembre de 2018, pasando del episodio 44 al 95. Mientras que el tercer y último acto, «Heme aquí, ya al final, y todavía no sé qué cara le daré a la muerte», se estrenó el 20 de marzo de 2019 y duró del episodio 96 al 133. En cada acto se cambió los créditos de apertura con las escenas más relevantes hasta el momento.[cita requerida]

### Recepción
Pacto de sangre debutó el 24 de septiembre de 2018, en cuarto lugar de audiencias con un rating de 8,5 puntos promedio, frente la telenovela Casa de muñecos de Mega que obtuvo 21,7 puntos; y los programas Pasapalabra de Chilevisión con 15,5 puntos y La Vega de TVN con 9,0 puntos. Esta tendencia se mantuvo durante gran parte de sus emisiones, e incluso comenzó a disminuir frente al estreno de la serie turca Esposa joven en TVN durante marzo de 2019. Finalmente terminó el 28 de mayo de 2019, en segundo lugar con una audiencia de 15,0 puntos, siendo superada por la telenovela Juegos de poder de Mega con 17,0 puntos promedio.
Una de las críticas más recurrentes de Pacto de sangre fue por sus recurrentes cambios de horario y la duración de sus episodios. En un comienzo cada emisión superaba los 60 minutos, pero con el paso del tiempo, estos comenzaron a disminuir hasta los 25 minutos en promedio.

## Premios y nominaciones
| Año  | Premio           | Categoría                | Nominado                | Resultado | Ref    |
| ---- | ---------------- | ------------------------ | ----------------------- | --------- | ------ |
| 2018 | Copihue de Oro   |                          |                         |           |        |
| 2018 | Copihue de Oro   | Mejor serie o teleserie  | Mejor serie o teleserie | Ganadora  | [ 25 ] |
| 2018 | Copihue de Oro   | Mejor actriz             | Tamara Acosta           | Nominada  | [ 25 ] |
| 2018 | Copihue de Oro   | Mejor actriz             | Ignacia Baeza           | Nominada  | [ 25 ] |
| 2018 | Copihue de Oro   | Mejor actor              | Álvaro Espinoza         | Nominado  | [ 25 ] |
| 2018 | Copihue de Oro   | Mejor actor              | Pablo Macaya            | Ganador   | [ 25 ] |
| 2019 | Premios Caleuche | Mejor actriz protagónica | Tamara Acosta           | Nominada  | [ 26 ] |
| 2019 | Premios Caleuche | Mejor actriz protagónica | Ignacia Baeza           | Ganadora  | [ 26 ] |
| 2019 | Premios Caleuche | Mejor actor protagónico  | Álvaro Espinoza         | Nominado  | [ 26 ] |
| 2019 | Premios Caleuche | Mejor actor protagónico  | Néstor Cantillana       | Ganador   | [ 26 ] |
| 2019 | Premios Caleuche | Mejor actor protagónico  | Pablo Macaya            | Nominado  | [ 26 ] |
| 2019 | Premios Caleuche | Mejor actriz de soporte  | Antonia Giesen          | Ganadora  | [ 26 ] |
| 2019 | Premios Caleuche | Mejor actor de soporte   | Cristián Campos         | Nominado  | [ 26 ] |
| 2019 | Premios Caleuche | Mejor actor de soporte   | Álvaro Gómez            | Nominado  | [ 26 ] |

## Retransmisiones
Pacto de sangre fue retransmitida por Canal 13 desde el 13 de julio de 2020 hasta el 27 de enero de 2021, fecha en que se decidió cancelar su retransmisión y fue reemplazada por Teletrece Noche a partir del 1 de febrero. Sin embargo, los capítulos faltantes fueron añadidos a la plataforma 13 Now.